# Своєрсвілл (Пенсільванія)
Своєрсвілл (англ. Swoyersville) — місто (англ. borough) в США, в окрузі Лузерн штату Пенсільванія. Населення — 5021 особа (2020).

## Географія
Своєрсвілл розташований за координатами 41°17′51″ пн. ш. 75°52′47″ зх. д. / 41.29750° пн. ш. 75.87972° зх. д. (41.297523, -75.879861).  За даними Бюро перепису населення США в 2010 році місто мало площу 5,50 км², уся площа — суходіл.

## Демографія
Згідно з переписом 2010 року, у селищі мешкали 5062 особи в 2254 домогосподарствах у складі 1463 родин. Густота населення становила 920 осіб/км².  Було 2429 помешкань (441/км²).
Расовий склад населення:
| - 98,2 % — білих - 0,5 % — чорних або афроамериканців - 0,3 % — азіатів - 0,1 % — корінних американців |

До двох чи більше рас належало 0,7 %. Частка іспаномовних становила 1,0 % від усіх жителів.
За віковим діапазоном населення розподілялося таким чином: 17,7 % — особи молодші 18 років, 61,7 % — особи у віці 18—64 років, 20,6 % — особи у віці 65 років та старші. Медіана віку мешканця становила 45,6 року. На 100 осіб жіночої статі у селищі припадало 92,8 чоловіків;  на 100 жінок у віці від 18 років та старших — 88,7 чоловіків також старших 18 років.
Середній дохід на одне домашнє господарство  становив 55 594 долари США (медіана — 52 956), а середній дохід на одну сім'ю — 65 284 долари (медіана — 63 073). Медіана доходів становила 44 917 доларів для чоловіків та 33 144 долари для жінок. За межею бідності перебувало 10,0 % осіб, у тому числі 10,1 % дітей у віці до 18 років та 14,7 % осіб у віці 65 років та старших.
Цивільне працевлаштоване населення становило 2685 осіб. Основні галузі зайнятості: освіта, охорона здоров'я та соціальна допомога — 17,6 %, роздрібна торгівля — 17,0 %, виробництво — 12,1 %, публічна адміністрація — 9,8 %.